# Gleb Wataghin
Gleb Vassielievich Wataghin (Birsula, Imperio ruso, 3 de noviembre de 1899 - Turín, 10 de octubre de 1986) fue un físico experimental ruso, naturalizado italiano, y líder científico que dio gran impulso a las investigaciones científicas en Brasil, donde fue profesor e investigador en física en la Universidad de São Paulo (USP). 
Fue tutor de un grupo de brillantes científicos, formado por César Lattes, Oscar Sala, Mário Schenberg, Roberto Salmeron, Marcelo Damy de Souza Santos y Jayme Tiomno. El Instituto de Física Gleb Wataghin de la Universidad Estadual de Campinas, fue nombrado en su homenaje.

## Publicaciones
- Wataghin, G. On the Formation of Chemical Elements Inside the Stars. Phys. Rev. 73, 79 (1948).
- Wataghin, G. Thermal Equilibrium Between Elementary Particles. Phys. Rev. 63, 137 (1943).